# Aéris (compagnie aérienne)
Pour les articles homonymes, voir Aeris.
"La compagnie qui vous aime"
Aéris, anciennement Air Toulouse et Air Toulouse International, (code OACI : AIS ; code IATA : SH) était une compagnie aérienne charter française basée à Toulouse.

## Histoire

### 1969: Air Toulouse
Créée en 1969, sous le nom d'Air Toulouse (code IATA : SH, code OACI : TLE, indicatif d'appel : Air Toulouse), la compagnie commençait ses opérations comme petite compagnie de taxi aérien à l'aide de divers avions comme un Beechcraft 95C immatriculé F-BUTZ et un Cessna 402B F-BXOK (1975), d'un Beechcraft 58 Baron immatriculé F-GALL (1990) ou un Piper PA-31 T.
En 1975, elle employait 21 effectifs dont 4 personnels navigants, avait 5 avions dont 4 Cessna (172, 206, 402 et 411) et un Piper PA-31 et totalisait 1 700 heures de vol à la demande.

### 1989: Air Toulouse International (ATI)
Air Toulouse changeait de nom en 1989 pour devenir Air Toulouse International.
Viendra une première Caravelle 10B en 1990 (immatriculée F-BJEN de EAS Europe Aéro Services) qui effectuait les lignes vers Londres et Manchester au départ de Toulouse et des vols charters. Six autres Caravelle suivront entre 1991 et 1999. En 1993, la compagnie louait un Embraer EM-110 Bandeirante immatriculé F-GESB jusqu'en 1997 affecté à la ligne Toulouse - Barcelone. Elle avait également le F-GEDR à ses couleurs. ATI rentrera en flotte progressivement dès 1995 jusqu'à 6 Boeing 737-200.
En 1997, Air Toulouse International desservait en Boeing 737-200, hors trafic charters, au départ de Toulouse les villes de Ajaccio, Barcelone, Bastia, Lyon, Marseille, Dakar, Lisbonne et Ténérife, au départ de Lourdes/Tarbes vers Paris/CDG, au départ de Bordeaux vers Dakar, au départ de Lyon vers Porto, Lisbonne, Dakar et Toulouse et au départ de Marseille vers Dakar, Lisbonne et Toulouse.
Statistiques passagers d'Air Toulouse International:
| 1997    | 1998   | 1999   |
| ------- | ------ | ------ |
| 510 342 | 52 769 | 17 247 |

### 1999: Aéris
La compagnie prendra le nom d'Aéris en juin 1999 après son rachat par une société mixte dirigée par Jean-François Félix et Charles Henri Rossignol, tous deux adossés à un fonds de placement basé à Philadelphie, DSP Partners, qui détient 38 % du capital.
La compagnie abandonne les Boeing 737-200 d'Air Toulouse pour des 737-300 plus modernes et respectant les nouvelles réglementations européenne sur la pollution et le bruit des avions.
À partir du mois de juillet 1999, Aéris se consacre uniquement à des vols charters internationaux moyens et long-courriers au départ des aéroports de Toulouse, Marseille, Nantes et Paris pour des agences de voyage comme FRAM.
Statistiques passagers d'Aéris et Aéris Express:
| 1999    | 2000    | 2001  | 2002    | 2003    |
| ------- | ------- | ----- | ------- | ------- |
| 159 720 | 411 870 | 4 158 | 678 922 | 826 237 |

### 2001: Westair
Aéris prend le contrôle du voyagiste brestois Westair (code IATA : P3, code OACI : FWA), une compagnie qui a été créée en août 1993, propriété de la SBD (société bretonne de développement) du brestois Albert Cam (Hotels B&B, chaines des supermarchés bretons Rallye racheté par Casino...), présidée par Jean-Louis Azé et qui réalise 90 % de son activité en commercialisation (distribution d'aérien) notamment en exploitant la ligne régulière Brest-Toulon ou saisonnières comme Brest-Chambéry, Brest-Marrakech ou Deauville-Marrakech entre autres et 10 % en termes d'assemblage de produits pour le compte de voyagistes comme Salaün Voyages, Leclerc Voyages ou CMB Voyages.
Elle possède un Boeing 737-200 de 132 places immatriculé F-GVAC basé sur l'aéroport de Brest, acquis à Sabena en février 1999 et placé initialement sous flotte Aigle Azur pour un contrat de 3 ans (maintenance). L'effectif de Westair est de 14 personnes.
Westair représente en 2001  3 800 heures de vol sur Boeing 737, pour 160 000 passagers et 18,29 Millions d'euros de CA annuels.
La compagnie Westair proposait pour 2002 des départs de Brest vers Ajaccio, Malaga, Tenerife, Djerba, Monastir, Marrakech, Agadir, Héraklion, Montpellier et Toulon, Cork au départ de Quimper en juillet et août ou Montpellier au départ de Caen.
A la faillite d'Aéris, Westair revivra grâce à Jean-Louis Azé sous le nom de Flywest en 2004, en partenariat avec la compagnie aérienne EuropeAirpost (ex-Aéropostale), qui fournira la prestation aéronautique avec ses appareils Boeing 737-300 de 147 sièges. Il rouvrira la ligne régulière Brest - Toulon (22.000 passagers annuels minimum dont 70 % de militaires) et saisonnière Brest - Chambéry par exemple. Elle cessera ses activités à la suite de sa liquidation judiciaire en 2005, elle assurait à ce moment-là les vols Brest - Toulon et Brest- Paris CDG-Toulon- Paris CDG-Brest.

### 2003: Aéris Express
À la suite du dépôt de bilan d'Air Lib au début de 2003, Aéris récupère des créneaux laissés libres au départ d'Orly-Sud, et lance une activité à bas prix sous le nom d'Aéris Express.
Au mois de juin 2003, au départ de Paris-Orly, Aéris décolle pour Toulouse, Tarbes et Perpignan. Puis en juillet 2003, Nice et Toulon rejoignent les escales de la jeune Compagnie.
Malgré des tarifs attractifs (à partir 29 €), Aéris Express n'arrive pas à remplir ses vols, se retrouvant devant d'énormes difficultés financières, une procédure de redressement judiciaire est alors engagée.

### 2003: Liquidation judiciaire d'Aéris et Aéris Express
La compagnie est placée en liquidation judiciaire le 7 novembre 2003 par le tribunal de commerce de Toulouse et cessera toute activité faute de repreneur.
Pourtant, 3 projets étaient déposés devant le Tribunal de Commerce de Toulouse.
- Explor’Air, dotée d’un capital de 2 millions d’euros et portée par Antoine Bru, un ancien pilote d’AOM, associé à Yves Bonnet, préfet honoraire et Moussa Benzerfa, issu de l’industrie pétrolière, avec la poursuite des vols d’Aéris Express, avec le seul maintien des lignes principales vers Toulouse, Nice, Perpignan et Toulon[36].
- Actu Air, créée par des ex-salariés d’Aéris, associés à Jean-Louis Azé, ancien directeur du développement d’Aéris et ancien patron de Westair et Marc Hayoun, un ancien responsable d’Air Liberté qui souhait reprendre l’activité charter long et moyen-courrier d’Aéris, ainsi que les deux lignes intérieures les plus porteuses d’Aéris Express notamment Paris-Toulouse et Paris-Nice et ceci avec la reprise de 232 salariés[36].
- Le voyagiste suisse Avione associé à la compagnie SUD Airlines et deux autres associés qui envisage la création d’une nouvelle compagnie nommée Air Alisson, avec la reprise de 146 salariés et la poursuite de l'activité charter longue distance qu'elle sous-traitait déjà à Aéris[36],[37].

## Flotte
À sa liquidation, la compagnie disposait de 5 appareils de type Boeing 737 pour les vols moyen-courrier et de 2 Boeing 767 pour réaliser les vols long-courrier.

## Logotypes

## Postérité
Une Caravelle Super 10 aux couleurs d'Air Toulouse a été préservée à Blagnac par l'association Ailes Anciennes Toulouse.

## Galerie photographique

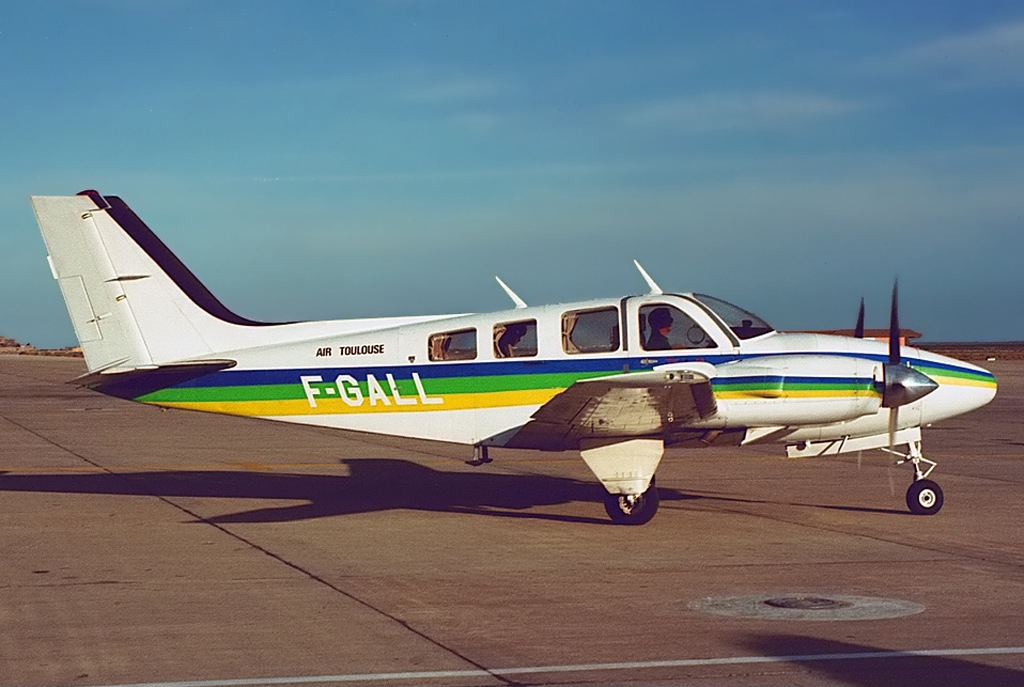
Beechcraft 58 Baron F-GALL d'Air Toulouse en 1990
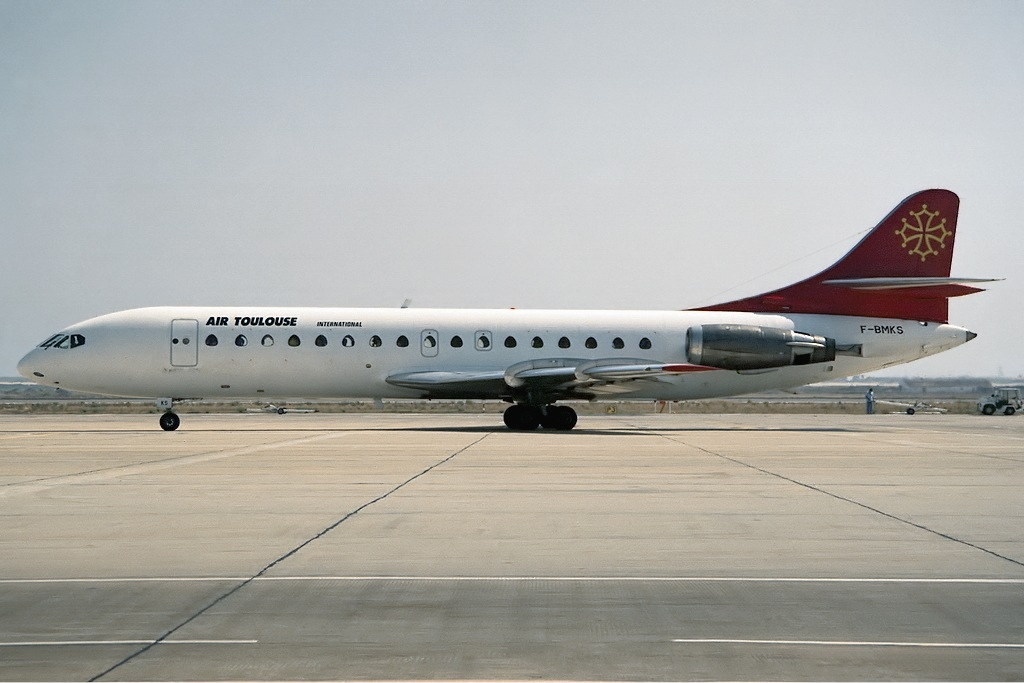
Caravelle d'Air Toulouse International F-BMKS à Faro en 1993
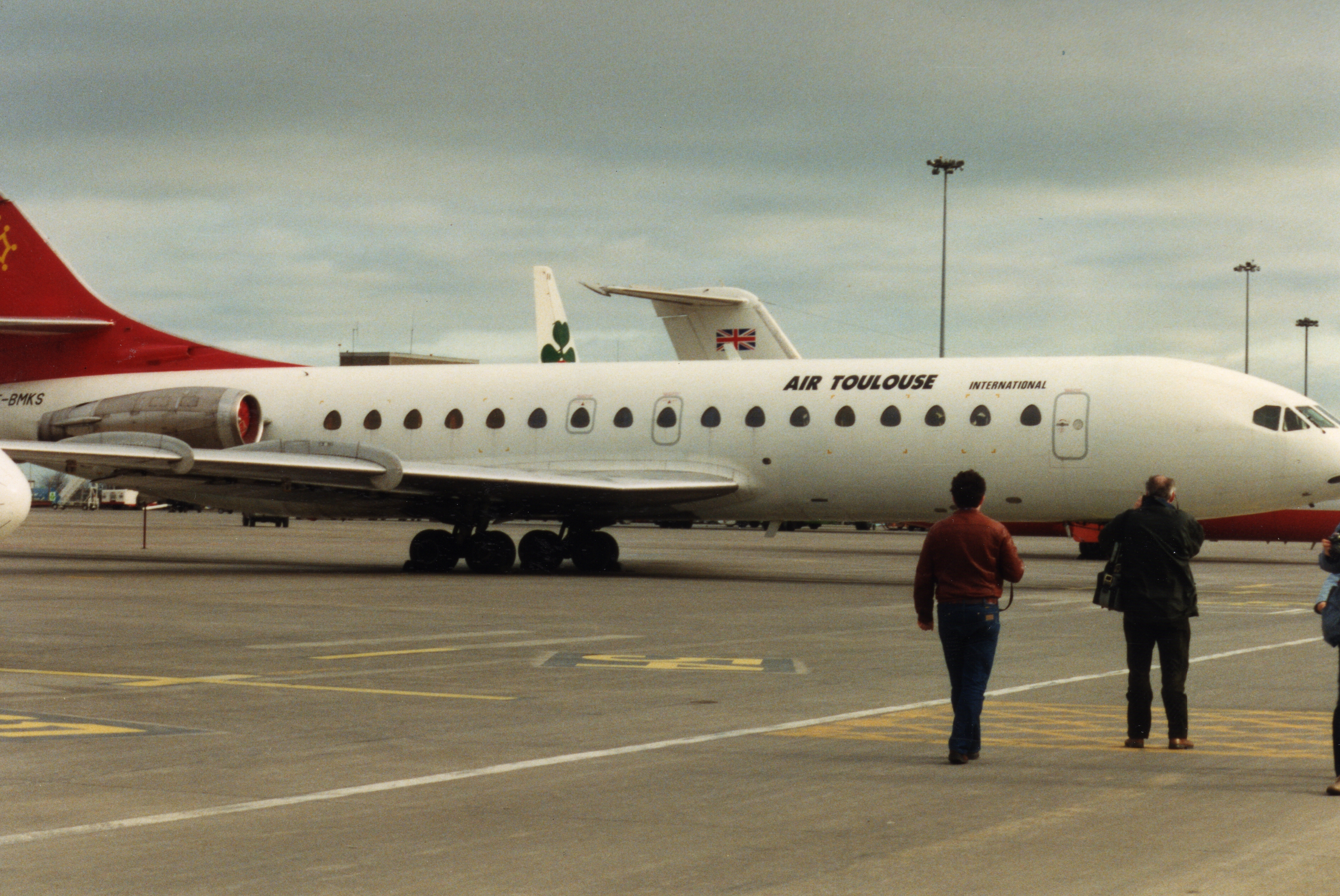
Air Toulouse (F-BMKS), Dublin, February 1993
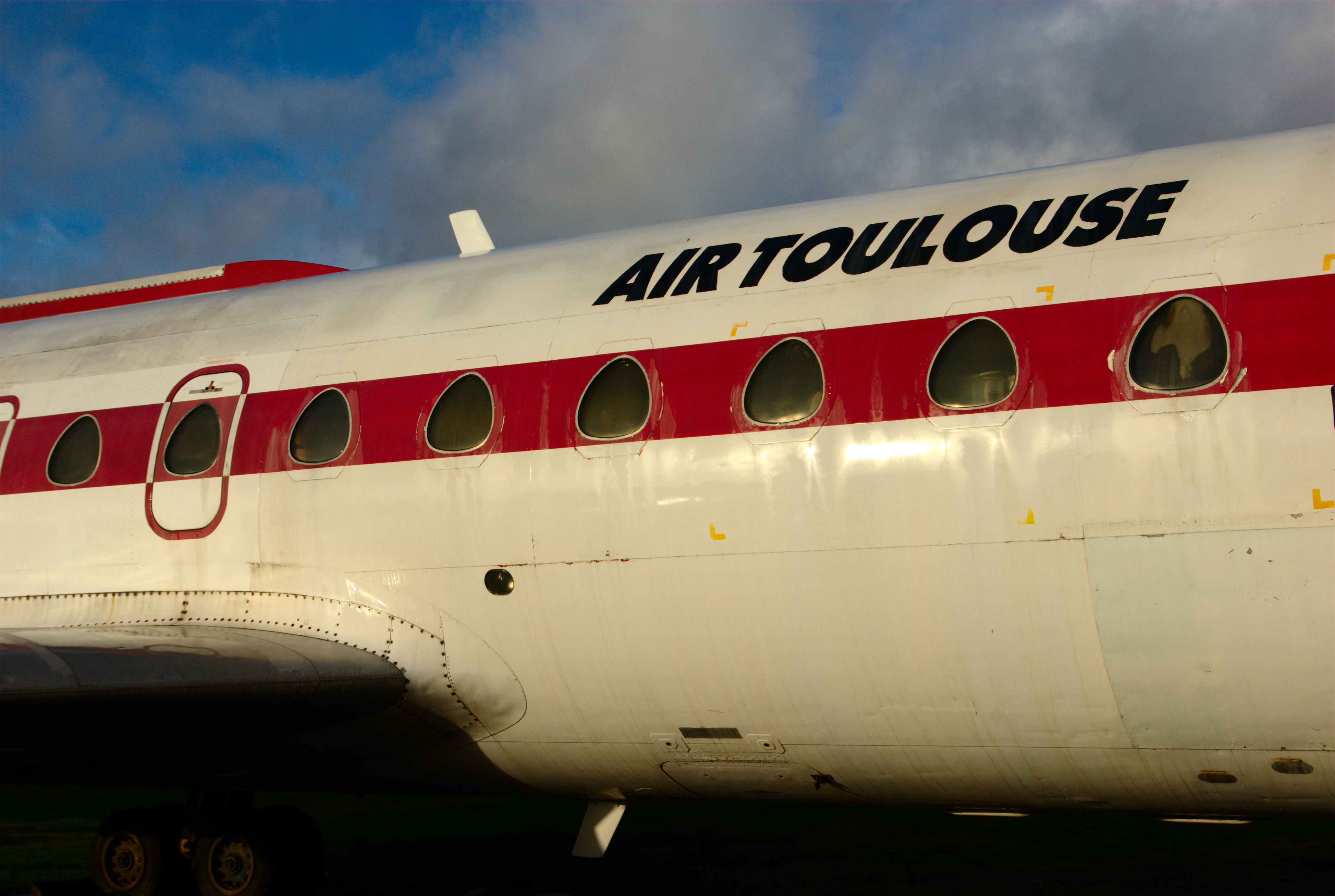
Une Caravelle Super 10 aux couleurs d'Air Toulouse
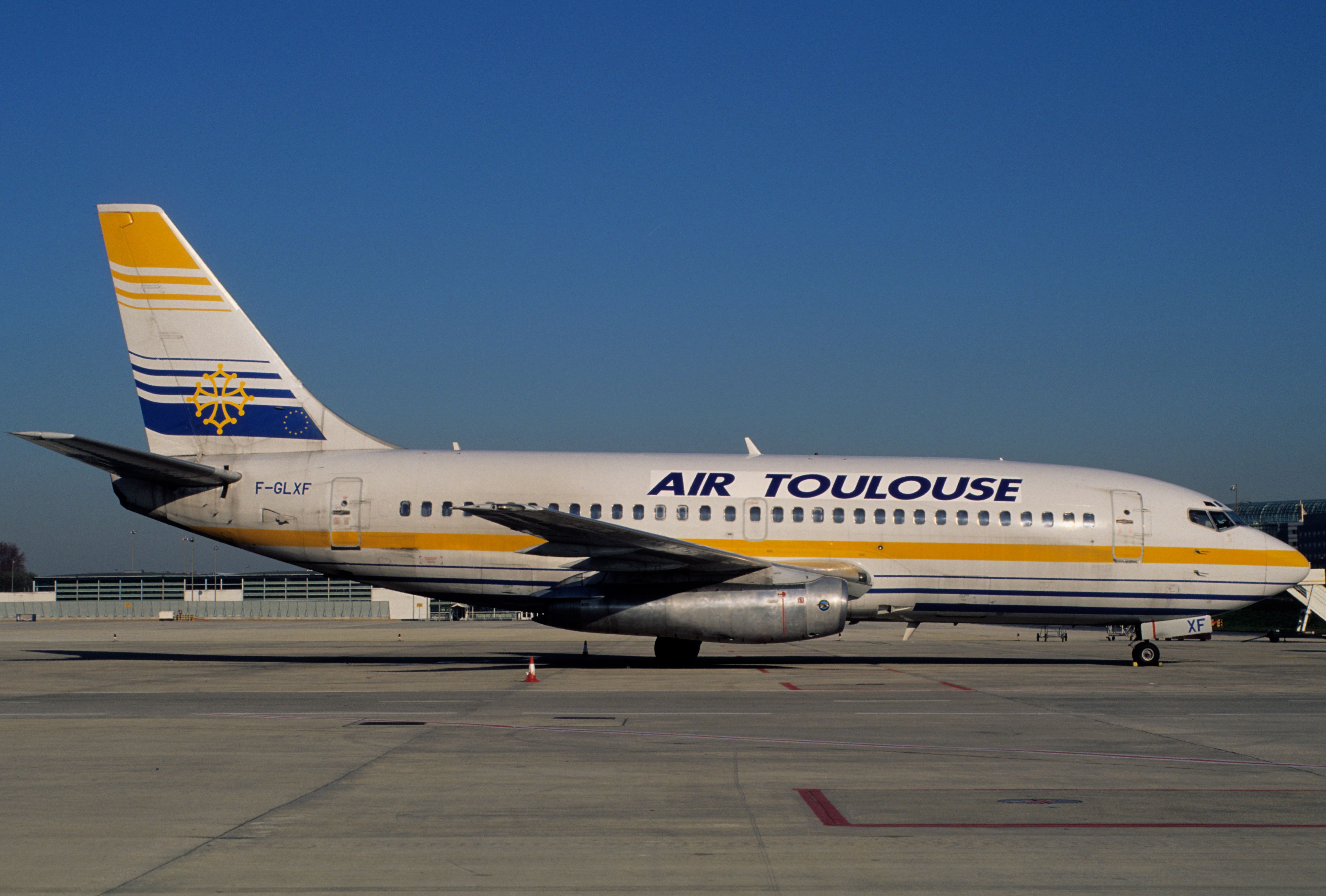
Boeing 737 n° F-GLXF d'Air Toulouse en 1995
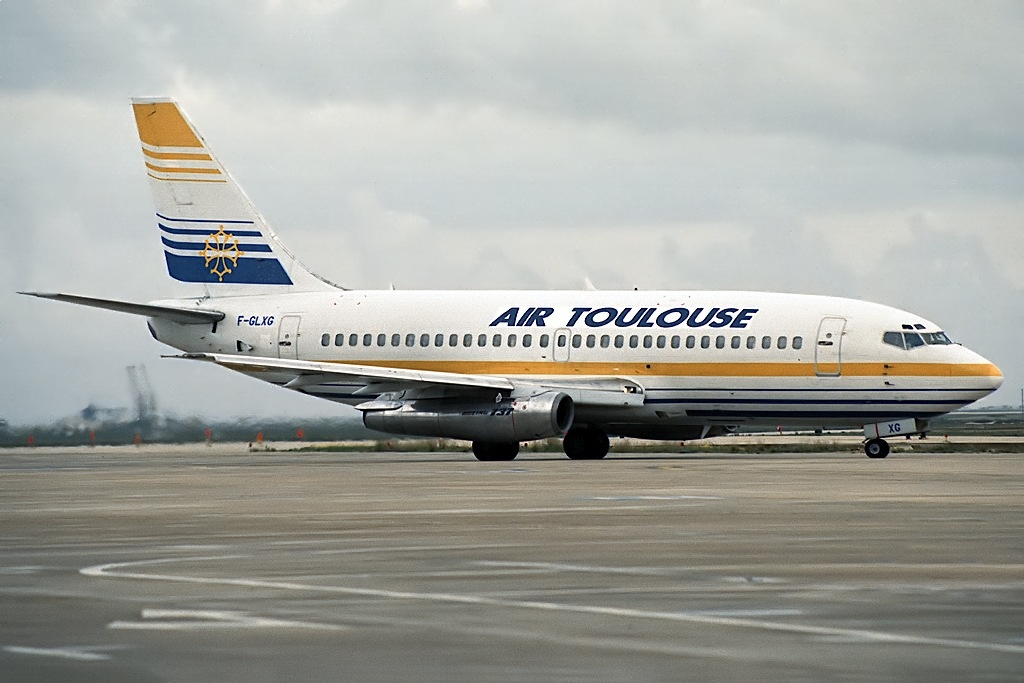
Boeing 737 d'Air Toulouse International à Faro au Portugal en 1996
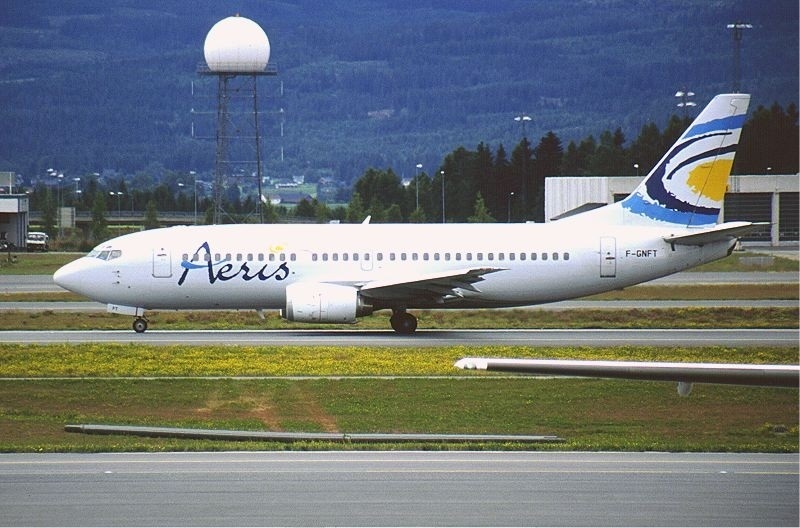
Aéris Boeing 737-300
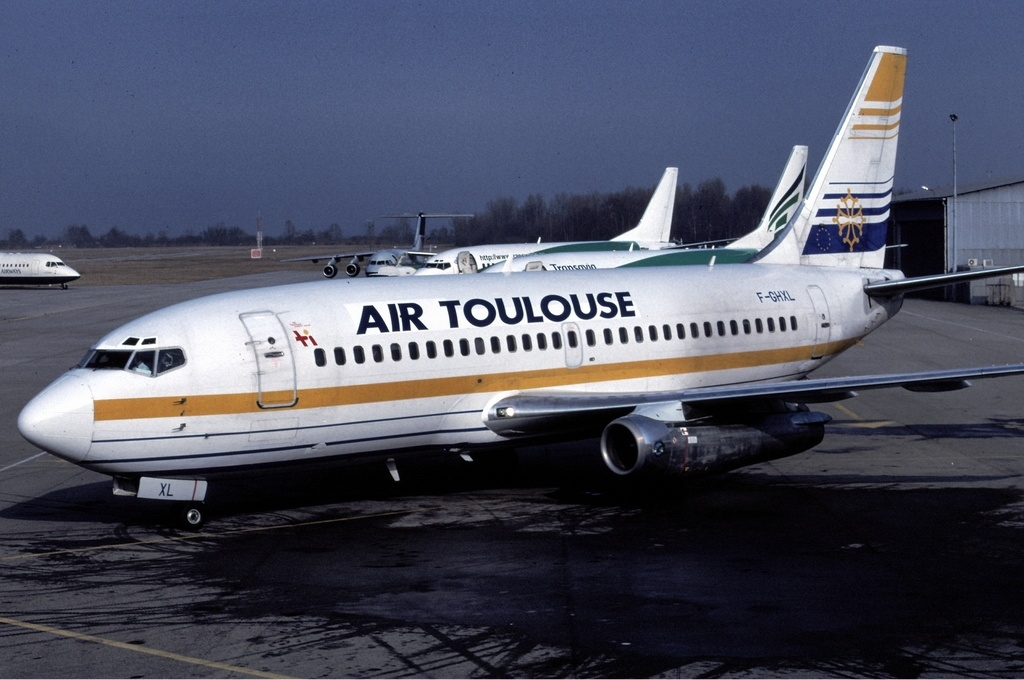
Boeing 737 F-GHXL d'Air Toulouse à Chambéry en 1997
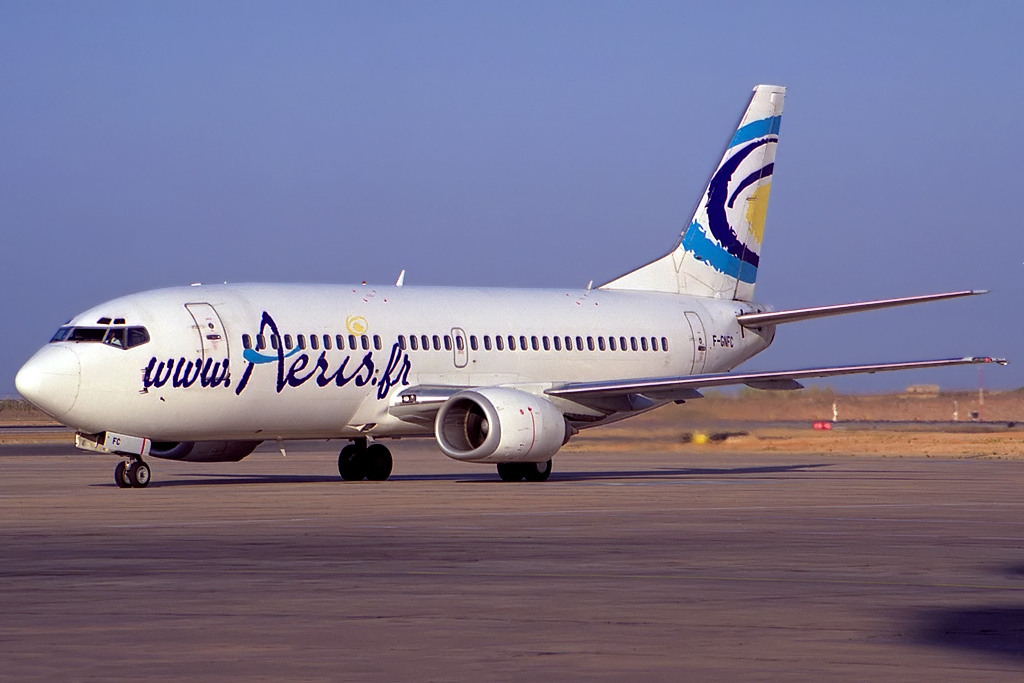
Aéris Boeing 737 à Faro au Portugal
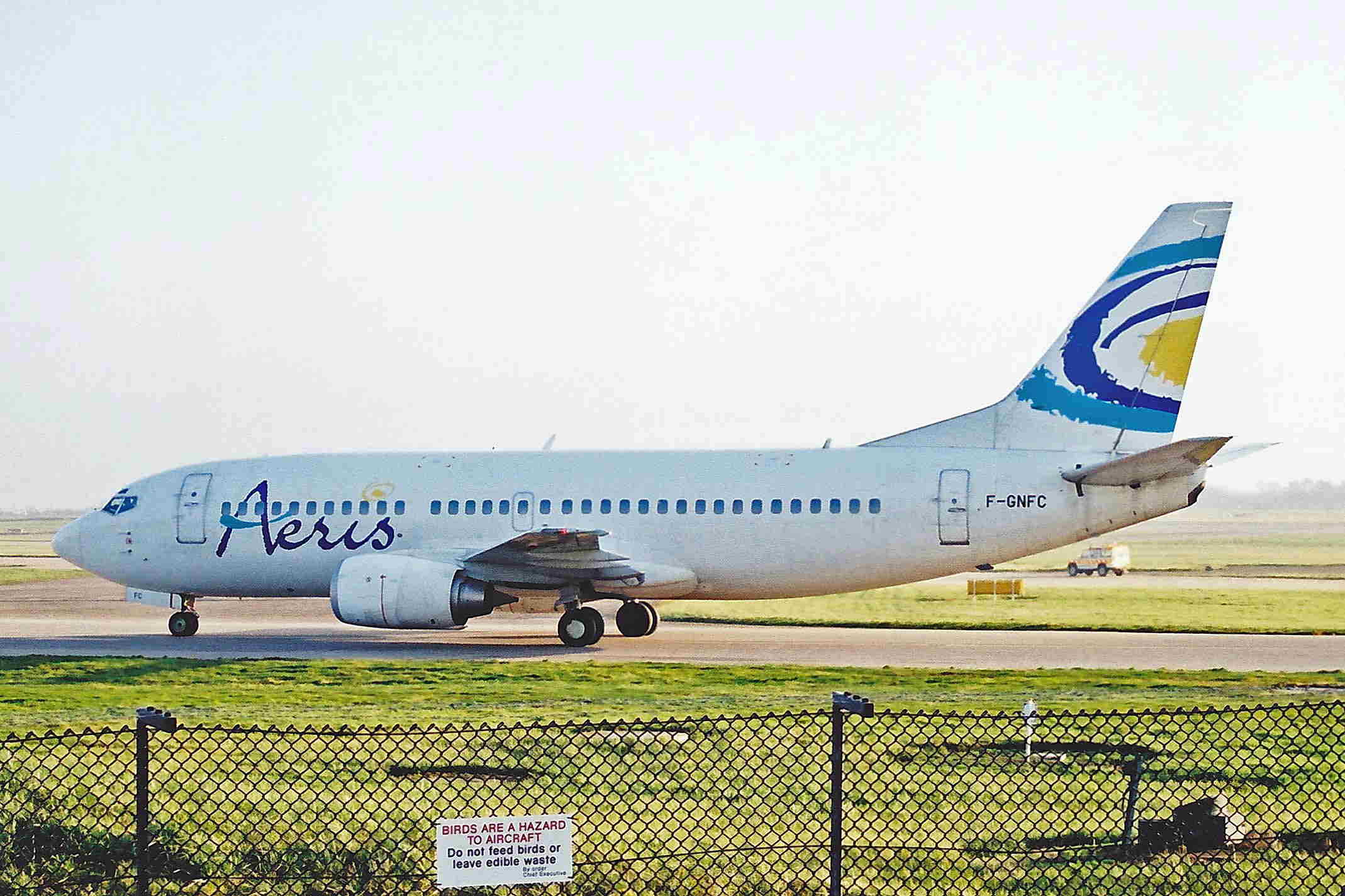
Aéris Boeing 737 en 2000
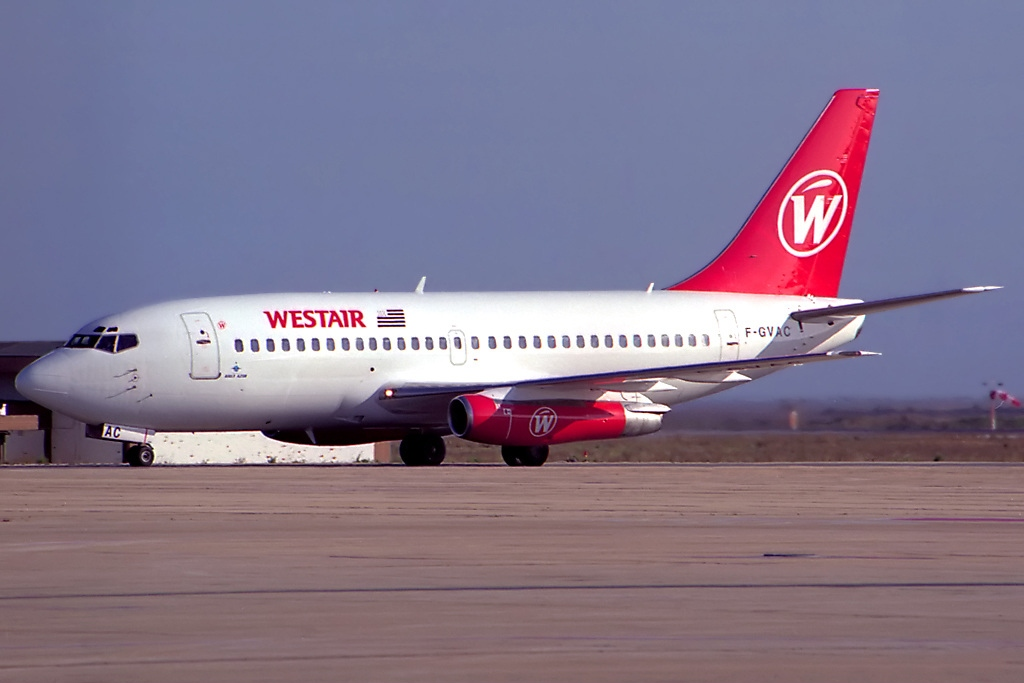
Boeing 737-200 (F-GVAC) de Westair en Mai 2000 à Faro (Portugal)
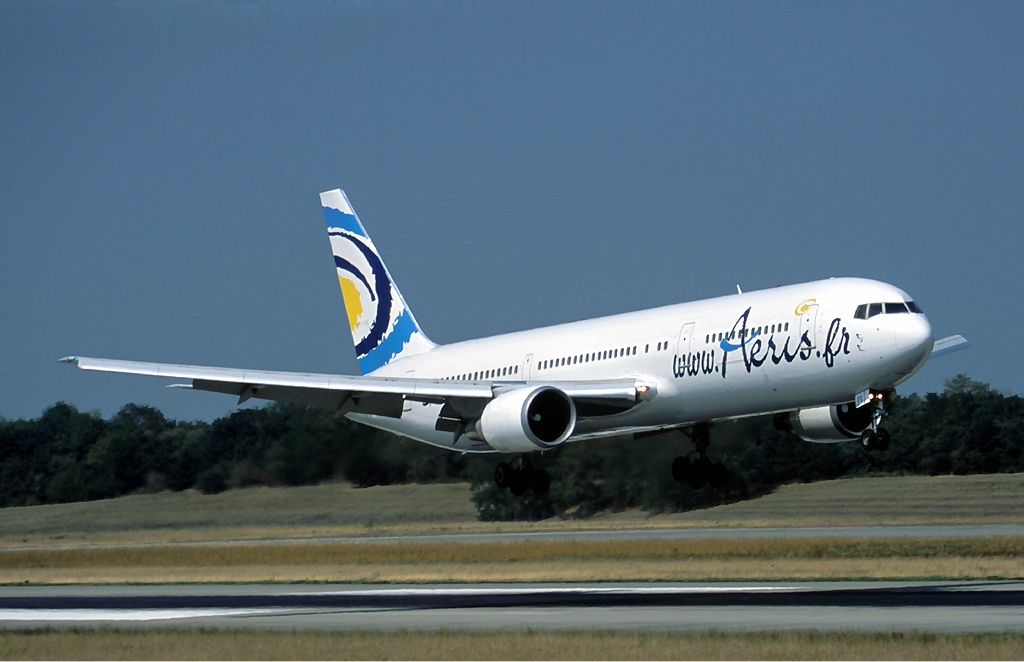
Aéris Boeing 767-300ER (F-GOFS)